# Friedrich von Bourscheidt
Friedrich Franz Nikolaus Maria Hubertus Freiherr von Bourscheidt (* 1. Dezember 1816 auf Haus Rath bei Arnoldsweiler; † 24. März 1885 ebenda) war ein deutscher Rittergutsbesitzer und Parlamentarier aus dem Adelsgeschlecht Bourscheidt.

## Leben
Friedrich von Bourscheidt wurde als Sohn des Rittergutsbesitzers Franz Nikolaus von Bourscheidt (* 31. März 1785 in Merödgen; † 19. November 1833 auf Haus Rath) und der Isabella Maria Augusta Caroline („Clara“) geb. Freiin von Blanckart zu Breberen (* 27. Februar 1794 in Breberen; † 19. Oktober 1826 auf Haus Rath) geboren. Nach dem Abitur am Gymnasium in Düren studierte er an der Rheinischen Friedrich-Wilhelms-Universität Bonn und Ruprecht-Karls-Universität Heidelberg Rechtswissenschaften. 1841 wurde er Mitglied des Corps Borussia Bonn. Nach dem Studium wurde er Rittmeister der Landwehr. Er war Besitzer des Rittergutes Rath, von 1847 bis 1853 und von 1879 bis 1884 Kreistagsabgeordneter im Landkreis Düren und 1851 bis 1852 und 1856 bis 1884 Abgeordneter zum Rheinischen Provinziallandtag für den Stand der Ritterschaft im Wahlkreis Regierungsbezirke Aachen/Düsseldorf.
Von Bourscheidt heiratete am 8. Juni 1852 in Boisdorf Leonie Regine Karoline Maria Josepha Hubertine Freiin von Dalwigk-Lichtenfels (* 10. November 1832 in Boisdorf; † 3. April 1901 in Köln). Das Paar hatte folgende Kinder:
- Franz (* 1860)
- Rudolf (* 1863) ⚭ 1895 Edith von GrandRy (* 1868)
- Maria (* 1868)
- Paula (* 1862)
- Leonie (* 1873)